# My Happy Ending
"My Happy Ending" là một bài hát của ca sĩ kiêm sáng tác nhạc người Canada Avril Lavigne nằm trong album phòng thu thứ hai của cô, Under My Skin (2004). Bài hát được phát hành như là đĩa đơn thứ hai trích từ album vào ngày 14 tháng 6 năm 2004 bởi Arista Records và RCA Records. "My Happy Ending" được đồng viết lời bởi Lavigne và Butch Walker, cộng tác viên quen thuộc xuyên suốt sự nghiệp của cô, người cũng đồng thời chiụ trách nhiệm sản xuất bản nhạc. Đây là một bản grunge kết hợp với những yếu tố từ post-grunge và goth-pop với nội dung đề cập đến cảm xúc của một cô gái sau khi chia tay người yêu cũ, trong đó cô suy nghĩ về mối tình lẽ ra phải kết thúc có hậu hơn thực tế. 
Sau khi phát hành, "My Happy Ending" nhận được những phản ứng tích cực từ các nhà phê bình âm nhạc, trong đó họ đánh giá cao sự thay đổi trong phong cách âm nhạc của Lavigne so với album trước, đồng thời so sánh với một số tác phẩm đuơng thời của Vanessa Carlton và Michelle Branch. Bài hát cũng gặt hái nhiều thành công lớn về mặt thương mại, vươn đến top 10 ở những thị trường lớn như Úc, Áo, Ireland, Ý, Na Uy, Tây Ban Nha và Vương quốc Anh. Tại Hoa Kỳ, "My Happy Ending" đạt vị trí thứ chín trên bảng xếp hạng Billboard Hot 100, trở thành đĩa đơn đạt thứ hạng cao nhất từ Under My Skin cũng như là đĩa đơn thứ tư của Lavigne vuơn đến top 10 tại đây.
Video ca nhạc cho "My Happy Ending" được đạo diễn bởi Meiert Avis, trong đó bao gồm những cảnh Lavigne ngồi trong một khán phòng và xem lại những hình ảnh về mối tình cũ của cô, với màu sắc video dần thay đổi khi những kỷ niệm bắt đầu thay đổi theo hướng tiêu cực. Nó đã nhận được một đề cử tại giải thưởng Video của MuchMusic năm 2005 cho Sự lựa chọn của công chúng: Nghệ sĩ Canada được yêu thích. Để quảng bá bài hát, nữ ca sĩ đã trình diễn "My Happy Ending" trên nhiều chương trình truyền hình và lễ trao giải, như Good Morning America, Late Show with David Letterman, The Tonight Show Jay Leno và giải thưởng Âm nhạc Thế giới năm 2004, cũng như trong nhiều chuyến lưu diễn của cô.

## Danh sách bài hát
| - Đĩa CD tại Úc, Đức và Đài Loan 1. "My Happy Ending" (bản album) – 4:02 2. "My Happy Ending" (bản acoustic trực tiếp) – 3:55 3. "Take Me Away" (bản acoustic trực tiếp) – 2:52 4. "Take It" – 2:51 5. "My Happy Ending" (video) – 4:02 - Đĩa 7" tại Mỹ 1. "My Happy Ending" – 4:02 2. "Don't Tell Me" – 3:21 - Đĩa CD tại Nhật 1. "My Happy Ending" (radio chỉnh sửa) – 4:02 2. "My Happy Ending" (bản album) – 4:02 3. "Don't Tell Me" (bản acoustic trực tiếp) – 3:26 | - Đĩa CD maxi tại châu Âu 1. "My Happy Ending" (bản album) – 4:02 2. "My Happy Ending" (bản acoustic trực tiếp) – 3:55 3. "Take Me Away" (bản acoustic trực tiếp) – 2:52 4. "My Happy Ending" (video) – 4:02 - Đĩa CD tại châu Âu và Vương quốc Anh 1. "My Happy Ending" (bản album) – 4:02 2. "Take It" – 2:51 |

## Xếp hạng
| Bảng xếp hạng (2004)                    | Vị trí cao nhất |
| --------------------------------------- | --------------- |
| Úc (ARIA)                               | 6               |
| Áo (Ö3 Austria Top 40)                  | 8               |
| Bỉ (Ultratop 50 Flanders)               | 30              |
| Bỉ (Ultratop 50 Wallonia)               | 30              |
| Canada CHR/Pop Top 30 (Radio & Records) | 2               |
| Cộng hòa Séc (IFPI)                     | 5               |
| Châu Âu (Eurochart Hot 100)             | 12              |
| Pháp (SNEP)                             | 39              |
| Đức (GfK)                               | 17              |
| Hy Lạp (IFPI)                           | 12              |
| Hungary (Rádiós Top 40)                 | 16              |
| Ireland (IRMA)                          | 7               |
| Ý (FIMI)                                | 7               |
| Hà Lan (Dutch Top 40)                   | 13              |
| Hà Lan (Single Top 100)                 | 12              |
| Na Uy (VG-lista)                        | 6               |
| Romania (Romanian Top 100)              | 30              |
| Scotland (OCC)                          | 4               |
| Tây Ban Nha (PROMUSICAE)                | 6               |
| Thụy Điển (Sverigetopplistan)           | 11              |
| Thụy Sĩ (Schweizer Hitparade)           | 23              |
| Anh Quốc (OCC)                          | 5               |
| Hoa Kỳ Billboard Hot 100                | 9               |
| Hoa Kỳ Adult Contemporary (Billboard)   | 37              |
| Hoa Kỳ Adult Pop Airplay (Billboard)    | 3               |
| Hoa Kỳ Pop Airplay (Billboard)          | 1               |

| Bảng xếp hạng (2004)                 | Vị trí |
| ------------------------------------ | ------ |
| Úc (ARIA)                            | 62     |
| Áo (Ö3 Austria Top 40)               | 45     |
| Đức (Official German Charts)         | 96     |
| Hungary (Mahasz)                     | 83     |
| Ý (Hit Parade)                       | 40     |
| Nhật Bản (Tokyo Hot 100)             | 65     |
| Hà Lan (Dutch Top 40)                | 106    |
| Thụy Điển (Sverigetopplistan)        | 66     |
| Vương quốc Anh (OCC)                 | 106    |
| Hoa Kỳ Billboard Hot 100             | 54     |
| Hoa Kỳ Adult Top 40 (Billboard)      | 26     |
| Hoa Kỳ Mainstream Top 40 (Billboard) | 15     |

## Chứng nhận
| Quốc gia | Chứng nhận | Số đơn vị/doanh số chứng nhận |
| --- | ---------- | ----------------------------- |
| Úc (ARIA) | Vàng       | 35.000^                       |
| Brasil (Pro-Música Brasil) | Bạch kim   | 60.000*                       |
| Anh Quốc (BPI) | Bạc        | 200.000‡                      |
| Hoa Kỳ (RIAA) | Vàng       | 1,200,000                     |
| * Chứng nhận dựa theo doanh số tiêu thụ. ^ Chứng nhận dựa theo doanh số nhập hàng. ‡ Chứng nhận dựa theo doanh số tiêu thụ và phát trực tuyến. |            |                               |

## Lịch sử phát hành
| Khu vực        | Ngày                | Định dạng              | Hãng       | Nguồn  |
| -------------- | ------------------- | ---------------------- | ---------- | ------ |
| Hoa Kỳ         | 14 tháng 6, 2004    | Contemporary hit radio | Arista RCA | [ 53 ] |
| Nhật Bản       | 22 tháng 6, 2004    | CD                     | BMG Japan  | [ 54 ] |
| Đức            | 24 tháng 6, 2004    | CD                     | Arista     | [ 55 ] |
| Pháp           | 29 tháng 6, 2004    | CD                     | Arista     | [ 56 ] |
| Úc             | 19 tháng 7 năm 2004 | CD                     | Arista     | [ 57 ] |
| Vương quốc Anh | 2 tháng 8 năm 2004  | CD                     | Arista     | [ 58 ] |